# Skořice
Skořice (en allemand : Skorschitz) est une commune du district de Rokycany, dans la région de Plzeň, en République tchèque. Sa population s'élevait à 255 habitants en 2021.

## Géographie
Skořice se trouve à 11 km au sud-est de Rokycany, à 25 km à l'est-sud-est de Plzeň et à 69 km au sud-ouest de Prague.
La commune est limitée par Štítov à l'ouest et par la zone militaire de Brdy (district de Příbram) au nord, à l'est et au sud.

## Histoire
La première mention écrite du village date de 1352.

## Transports
Par la route, Skořice se trouve à 4 km de Mirošov, à 13 km de Rokycany, à 30 km de Plzeň et à 85 km de Prague. 